# Acidente de Seveso
Em 10 de julho de 1976, na cidade de Seveso, na Itália, tanques de armazenagem na indústria química ICMESA romperam, liberando vários quilogramas da dioxina TCDD (2,3,7,8-tetraclorodibenzo-p-dioxina) na atmosfera e o produto espalhou-se por grande área na planície Lombarda, entre Milão e o lago de Como. Devido à contaminação, 3 000 animais morreram e outros 70 000 animais tiveram que ser sacrificados para evitar a entrada da dioxina na cadeia alimentar. Acredita-se que não tenha havido mortes de seres humanos diretamente vinculadas ao acidente, mas 193 pessoas nas áreas afetadas sofreram de cloracne e outros sintomas.
O acidente ocorreu durante a produção de 2,4,5-triclorofenol, um herbicida, fungicida, e produtos químicos intermediários, A ocorrência de reação química foi particularmente interessante já que ocorreu num sábado às 12h30, quando a instalação estava realmente fechada para o fim de semana e nenhum processo estava em andamento. De alguma maneira a mistura de produtos químicos que tinham sido deixados na caldeira espontaneamente reagiram gerando suficiente calor e energia para posteriormente causar uma reação plena. Não se sabe ao certo como isto chegou a ocorrer, mas tem havido questionamentos sobre por que a instalação foi paralisada com a produção no meio de um ciclo.

Este evento mais tarde veio a ser conhecido como o Desastre de Seveso ou Acidente de Seveso.
"Seveso" tornou-se símbolo de acidente ambiental industrial e incentivou a elaboração da Diretiva europeia publicada em 1982 (Diretiva 82/501/CEE),  conhecida como "Diretiva Seveso I'', que foi posteriormente modificada pela Diretiva 96/82/CEE, "Diretiva Seveso II". Essas Diretivas tiveram o mérito de impor exigências aos estabelecimentos industriais de potencial periculosidade ambiental, com o intuito de evitar acidentes e danos ambientais decorrentes de atividades industriais. Todas as empresas da então Comunidade Econômica Europeia passaram a adotar políticas de prevenção de acidentes.
O tratamento do solo afetado foi tão completo que o nível de dioxina é agora menor que o normalmente encontrado.